# Sobregiro

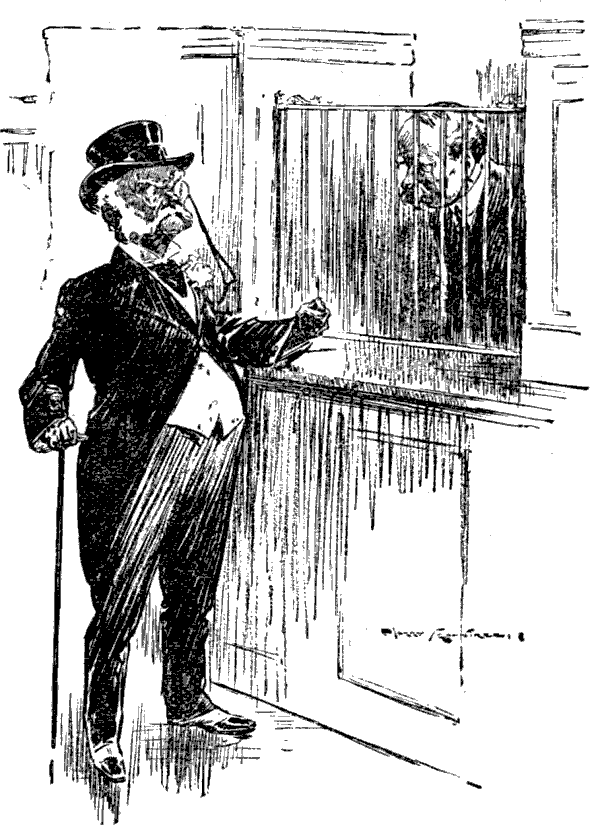
Bancos en el arte, Humanos masculinos con monóculos en el arte

Un sobregiro es una situación en la que una cuenta corriente, caja de ahorros o libreta de ahorros, tiene saldo menor que cero, negativo. El cliente ha gastado más dinero del que tenía en esa cuenta y debe ese dinero al banco. Esta situación también se suele llamar descubierto o números rojos, por el color en el que son impresos convencionalmente los saldos negativos.
El banco facilita un crédito, aunque sea de unos días, para solventar el descubierto. Esta situación suele ser bastante costosa en relación con el importe y la duración de la deuda con el banco. Las comisiones que suele percibir el banco son por estos conceptos:
- Un porcentaje del saldo negativo, por el hecho de haber pasado de saldo positivo a negativo e independientemente del tiempo que dure el descubierto.
- Un interés anual como el de cualquier crédito, que suele en este caso ser bastante alto.
- Una comisión mínima, independiente de la cuantía de la deuda.

Aunque los números rojos son relativamente caros, nunca pueden superar el interés legal en 2,5 veces.
Para evitar los números rojos se puede:
- Negociar con el banco que el cargo mensual de la tarjeta de crédito, se apliquen en una fecha posterior al cobro de la nómina.
- Pedir al banco que no permita hacer compras con tarjeta de crédito superiores a lo disponible en la cuenta de la tarjeta.
- Gestionar con el banco una línea de sobregiros para cuentas corrientes

De todos modos, no todas las cuentas permiten que el saldo se vuelva negativo.